# التصنيفات الدولية لإندونيسيا
هذه قائمة التصنيفات الدولية لإندونيسيا :

## عموما
- إندونيسيا تحتل المرتبة 45 من بين 50 دولة حسب مؤشر البلد الجيد لسنة 2018.
- تضم إندونيسيا 8 مواقع تراث عالمي و 6 مواقع مسجلة لدى اليونسكو كتراث ثقافي غير مادي.
- الحرية في العالم: حرة جزئيا (2015).

## الفلاحة
- إندونيسيا أكبر منتج للقنب (2013).
- إندونيسيا أكبر منتج للقرفة (2013).
- إندونيسيا أكبر منتج للقرنفل (2013).
- إندونيسيا أكبر منتج لحوز الهند (2013).
- إندونيسيا ثاني أكبر منتج للفاصوليا الخضراء (2013).
- إندونيسيا ثاني أكبر منتج لجوزة الطيب (2013).
- إندونيسيا ثالث أكبر منتج للأرز (2013).
- إندونيسيا تحتل المرتبة 8 في صناعة التبغ (2000).
- إندونيسيا أكبر منتج للفانيلا (2013).

## المدن
- باندونغ تحتل المرتبة 114 من بين 120 حسب المؤشر العالمي لتنافسية المدن (2012).
- جاكرتا تحتل المرتبة 16 من أصل 84 حسب عدد السكان.
- جاكرتا : تصنيف ألفا في تصنيف المدن العالمية (2012).
- جاكرتا تحتل المرتبة 51 من أصل 84 حسب مؤشر المدن العالمي (2014).
- جاكرتا تحتل المرتبة 81 من بين 120 حسب المؤشر العالمي لتنافسية المدن (2012).
- بيكالونغان توجد ضمن شبكة المدن المبدعة في اليونسكو (2014).
- سورابايا : تصنيف مكتفية في تصنيف المدن العالمية (2012).
- سورابايا تحتل المرتبة 110 من بين 120 حسب المؤشر العالمي لتنافسية المدن (2012).

## السكان
- مؤشر التطور الاجتماعي : المرتبة 86 (2015).
- المؤشر المركب للقدرة الوطنية : المرتبة 14 (بمعدل : 0.013708) (2007).
- المسيحية: المرتبة 25 من حيث عدد السكان المسيحيين (25 مليون - 10% من مجموع السكان)
- مؤشر التعليم : 0.603 - التحصيل العلمي متوسط (2013).
- مؤشر الكفاءة في اللغة الإنجليزية : 32 من أصل 72 دولة - كفاءة متوسطة (2016).
- التنوع العرقي : 24 من أصل 159 بلدا (2003).
- مؤشر التطور الاجتماعي: المرتبة 67 (2015).
- مؤشر العولمة لسنة 2010، المرتبة 86 من أصل 181.[1]
- مؤشر السعادة العالمي : 14 من أصل 111 دولة (2012).
- الهندوسية : المرتبة 4 من حيث مجموع الساكنة الهندوسية.
- الهندوسية : المرتبة 24 من حيث نسبة الهندوس من مجموع السكان.
- مؤشر التنمية البشرية: المرتبة 108 من أصل 187 دولة (2014).
- مؤشر الابتكار العالمي : المرتبة 71 من أصل 110 (2009).
- الإسلام : المرتبة 1 من حيث مجموع الساكنة المسلمة.
- الإسلام : المرتبة 35 من حيث نسبة المسلمين من مجموع عدد السكان.
- متوسط العمر المتوقع المرتبة 120 من أصل 201 دولة.
- مؤشر التنوع اللغوي لإندونيسيا : 0.846 (2009).
- نسبة المحصلين: 93.9% (2015).
- عدد السكان : المرتبة 4 من أصل 228 دولة وإقليم (2014).
- الكثافة السكانية : 87 من أصل 246 (2016).
- مؤشر التطور الاجتماعي: المرتبة 86 (2015).
- مؤشر الكرم العالمي : المرتبة 7 من أصل 157 دولة - كريمة جدا (2016).
- تقرير السعادة العالمي : المرتبة 79 من أصل 157 دولة (2016).

## الاقتصاد
- مؤشر دافعي الرشوة : 25 من أصل أكبر 28 دولة مُصدرة في العالم.
- ميزان الحساب الجاري : 183 من أصل 192 (2011).
- مؤشر سهولة ممارسة الأعمال : 91 من أصل 190 (2017).
- الصادرات : 30 من أصل 204 (2015).
- مقياس الفساد العالمي : 65 من أصل (بشكل جماعي) 95 (2013).
- مؤشر موقع الخدمات العالمية (2009) : 5 من أصل 50 دولة.[2]آي تي كيرني/فورين بوليسي
- مؤشر الحرية الاقتصادية : 105 من أصل 178 (2015).
- مؤشر حقوق الملكية الدولية : 59 من أصل 97 دولة (2014).
- حولية التنافسية العالمية : 37 من أصل 60.

## البيئة
- خطر الكوارث الطبيعية : 140 من أصل 172 (2015).
- مركز القانون والسياسة البيئية بجامعة ييل والمركز الدولي لشبكة معلومات علوم الأرض بجامعة كولومبيا : مؤشر البيئة المستدامة لسنة 2005، المرتبة 75 من أصل 180 دولة.
- مركز القانون والسياسة البيئية بجامعة ييل والمركز الدولي لشبكة معلومات علوم الأرض بجامعة كولومبيا : مؤشر الأداء البيئي لسنة 2008، المرتبة 100 من أصل 180 دولة.

## جغرافيا
- إندونيسيا تحتل المرتبة 15 من حيث أكبر الدول من حيث المساحة.
- أكبر دولة أرخبيلية من حيث المساحة وعدد السكان في العالم.
- أكبر دولة جزرية في العالم : 17,508 جزيرة.
- جزيرة جافا هي أكبر الجزر في العالم من حيث عدد السكان بما مجموعه 140 مليون نسمة.

## القدرات العسكرية
- عدد الأفراد العسكريين وشبه العسكريين : المرتبة 17 من أصل 180 دولة حسب مركز الدراسات الدولية والاستراتيجية.[3]
- مؤشر التسلح العالمي : المرتبة 98 من أصل 151 دولة (2013).
- مستوى التسلح : المرتبة 14 من أصل 55 دولة مُدرجة.
- قوات حفظ السلام : المرتبة 16 من أصل 128 دولة (2014).
- صناعة الأسلحة : المرتبة 5 (2013).

## السياسة
- الشفافية الدولية : مؤشر مدركات الفساد، المرتبة 118 من أصل 174 دولة.
- مراسلون بلا حدود : المرتبة 146 من أصل 179 إقليما حسب حرية الصحافة.
- مؤشر الديمقراطية لذي إيكونوميست : 49 من أصل 167 دولة (2014).
- مؤشر السلام العالمي : 54 من أصل 162 دولة (2014).
- مؤشر الإرهاب العالمي : 31 من أصل 124 (بمعدل : 4.67) (2014).

## التكنولوجيا
- جامعة براون : دراسة حول الحكومات الإلكترونية في العالم سنة 2006، المرتبة 173 في الخدمات الحكومية عبر الإنترنت[4]
- عدد مستخدمي الإنترنت عريض النطاق سنة 2007 : المرتبة 43.[5]
- وحدة الاستخبارات الاقتصادية: الجاهزية الإلكترونية 2008، المرتبة 68 من أصل 70 دولة[6]
- المنتدى الاقتصادي العالمي: تقرير تكنولوجيا المعلومات العالمي لسنة 2011 : المرتبة 53 من أصل 138 دولة.[7]

- المنظمة العالمية للملكية الفكرية: مؤشر الابتكار العالمي 2024، حلّت في المركز 54 من أصل 133 دولة[8]

## السياحة
- منظمة السياحة العالمية : المرتبة 37 من أصل 200 دولة حسب إحصائيات السياحة العالمية لسنة 2007.[9]
- عدد السياح الأجانب الوافدين على إندونيسيا : المرتبة 7 في منطقة آسيا والمحيط الهادئ (2013).